# کارمیر وانک (آردوی)
کارمیر وانک (ارمنی: եկեղեցի؛ انگلیسی: Karmir Vank) یک صومعه متعلق به کلیسای حواری ارمنی واقع در شهر آردوی، استان لوری ارمنستان می‌باشد. ساخت و ساز این ساختمان در سده ۱۰ام میلادی؛ به پایان رسید. این بنا به سبک معماری ارمنی طراحی شده است.